# 栃木県警察
栃木県警察（とちぎけんけいさつ）は、栃木県の都道府県警察である。略称は栃木県警。
栃木県公安委員会管理。給与支払者は栃木県知事。警察庁関東管区警察局管内。

## 沿革
- 1954年（昭和29年）7月1日 - 警察法施行に伴い、国家地方警察栃木県本部と、宇都宮市警察などの自治体警察が統合し栃木県警察発足。

## 本部組織
- 警務部
  - 首席監察官
  - 監察官
  - 監査官
  - 総務課
    - 取調べ調査官
    - 巡察官
    - 取調べ監督官

  - 警務課
    - 企画管理官
    - 給与管理官

  - 県民広報相談課
  - 監察課
    - 監察管理官

  - 留置管理課
  - 情報管理課
  - 教養課
    - 首席師範

  - 会計課
    - 会計企画管理官

  - 厚生課

- 生活安全部
  - 生活安全企画課
    - 犯罪抑止対策官
    - 生活安全聴聞官

  - 人身安全少年課
    - 生活安全聴聞官

  - 生活環境課
    - 生活安全聴聞官

- 地域部
  - 地域課
    - 山岳警備隊

  - 通信指令課
    - 通信指令官

  - 機動警察隊

- 刑事部
  - 組織犯罪対策統括官
  - 刑事総務課
    - 刑事指導管理官

  - 捜査第一課
    - 捜査指導官
    - 検視官
    - 広域捜査官

  - 捜査第二課
  - 捜査第三課
    - 分析支援係

  - 組織犯罪対策第一課
    - 組織犯罪対策官
    - 広域捜査官
    - 意見聴取官
    - 国際犯罪捜査情報官
    - 匿名・流動型犯罪グループ対策室
      - 連合捜査係

  - 組織犯罪対策第二課
  - 鑑識課
  - 機動捜査隊
  - 科学捜査研究所

- 交通部
  - 交通企画課
    - 交通管理官
    - 交通事故抑止対策官
    - 交通聴聞官
    - 自転車等安全対策係

  - 交通指導課
    - 交通事故事件捜査統括官
    - 自転車等指導取締係

  - 交通規制課
  - 運転免許管理課
    - 交通聴聞官

  - 交通機動隊
  - 高速道路交通警察隊

- 警備部
  - 警備企画課
  - 警備第一課
  - 警備第二課
    - 警衛警護管理官
    - 災害対策官

  - 機動隊

- サイバー対策センター[注 1]

- 栃木県警察学校

## データ
- 交番数 - 74
- 駐在所数 - 196
- 職員数 - 3186人
- パトカー - 300台
- 白バイ - 50台
- 警備艇 - 1隻
  - 栃1 おおるり 日光（中禅寺湖） 8m型
- ヘリコプター - 1機（BK117 (航空機)）

## 警察署
警察署数は19。警察車両のナンバー地名表記は、足利市・佐野市・小山市周辺地域が「とちぎ」、那須地域が「那須」、日光地域は「日光」、それ以外の地域は「宇都宮」となる。警察署長の階級は宇都宮中央は警視正、それ以外が警視である。
| ※      | 地域 | 地域   | 警察署名称       | 所在地              | 管轄区域                     | 前身         |
| ------ | ---- | ------ | ---------------- | ------------------- | ---------------------------- | ------------ |
| 那須   | 県北 | 那須   | 大田原警察署     | 大田原市紫塚        | 大田原市                     |              |
| 那須   | 県北 | 那須   | 那須塩原警察署   | 那須塩原市方京      | 那須塩原市、那須郡那須町     | 黒磯警察署   |
| 宇都宮 | 県北 | 南那須 | 那須烏山警察署   | 那須烏山市初音      | 那須烏山市                   | 烏山警察署   |
| 宇都宮 | 県北 | 南那須 | 那珂川警察署     | 那珂川町北向田      | 那須郡那珂川町               | 馬頭警察署   |
| 宇都宮 | 県北 | 塩谷   | さくら警察署     | さくら市馬場        | さくら市、塩谷郡高根沢町     | 氏家警察署   |
| 宇都宮 | 県北 | 塩谷   | 矢板警察署       | 矢板市中            | 矢板市                       |              |
| 日光   | 県北 | 塩谷   | 矢板警察署       | 矢板市中            | 塩谷郡塩谷町                 |              |
| 日光   | 県央 | 上都賀 | 日光警察署       | 日光市稲荷町        | 日光市の一部                 |              |
| 日光   | 県央 | 上都賀 | 今市警察署       | 日光市今市          | 日光市の一部                 |              |
| 宇都宮 | 県央 | 上都賀 | 鹿沼警察署       | 鹿沼市上殿町        | 鹿沼市                       |              |
| 宇都宮 | 県央 | 宇都宮 | 宇都宮中央警察署 | 宇都宮市下戸祭      | 宇都宮市の一部               | 宇都宮警察署 |
| 宇都宮 | 県央 | 宇都宮 | 宇都宮東警察署   | 宇都宮市中今泉3丁目 | 宇都宮市の一部               |              |
| 宇都宮 | 県央 | 宇都宮 | 宇都宮南警察署   | 宇都宮市みどり野町  | 宇都宮市の一部               |              |
| 宇都宮 | 県央 | 芳賀   | 真岡警察署       | 真岡市荒町          | 真岡市、芳賀郡益子町・芳賀町 |              |
| 宇都宮 | 県央 | 芳賀   | 茂木警察署       | 茂木町茂木          | 芳賀郡茂木町・市貝町         |              |
| とちぎ | 県南 | 足利   | 足利警察署       | 足利市千歳町        | 足利市                       |              |
| とちぎ | 県南 | 安蘇   | 佐野警察署       | 佐野市浅沼町        | 佐野市                       |              |
| とちぎ | 県南 | 下都賀 | 栃木警察署       | 栃木市箱森町        | 栃木市                       |              |
| 宇都宮 | 県南 | 下都賀 | 栃木警察署       | 栃木市箱森町        | 下都賀郡壬生町               |              |
| とちぎ | 県南 | 下都賀 | 小山警察署       | 小山市神鳥谷        | 小山市、下都賀郡野木町       |              |
| 宇都宮 | 県南 | 下都賀 | 下野警察署       | 下野市下古山        | 下野市、河内郡上三川町       | 石橋警察署   |

警察官数は3264名。（平成19年4月1日）

### 警察署の再編
- 2006年（平成18年）4月1日
  - 足尾警察署が日光警察署に統合される。
  - 石橋警察署が「下野警察署」に改称される。
  - 喜連川警察署が氏家警察署に統合され、氏家警察署が「さくら警察署」に改称される。
  - 黒羽警察署が大田原警察署に統合される。
  - 黒磯警察署が「那須塩原警察署」に改称される。
  - 烏山警察署が「那須烏山警察署」に改称される。
  - 馬頭警察署が「那珂川警察署」に改称される。
- 2010年（平成22年）4月1日
  - 藤岡警察署が栃木警察署に統合される。

## 不祥事
- 1999年 栃木リンチ殺人事件
当時19歳の会社員男性が少年3人に拉致され凄惨なリンチを受けて殺害された事件で、その遺族が「栃木県警の捜査怠慢とミスが殺害につながった」として栃木県（県警）や加害者らに計約1億5300万円の損害賠償を求めた訴訟を起こした。
殺害より以前の1999年10月19日時点で、被害者同僚のもとに携帯電話で借金を申し込む電話があり、そのナンバーディスプレーから、携帯電話の所有者であり栃木県警部補を父に持つ主犯の名前が捜査線上に浮上し、石橋警察署（現在の下野警察署）はこの同僚に主犯の16歳当時の顔写真を見せ、「似ている気もする」との証言を得た上で捜査を打ち切り、被害者の遺体が見つかる12月5日までその身辺捜査もせず放置していた事実が、2000年6月2日の『産経新聞』にて報道された[2]。
2006年4月12日に宇都宮地方裁判所は「栃木県警の捜査怠慢と被害者死亡との因果関係」を明確に認め、県や加害者に計約1億1270万円の支払いを命じた。賠償額のうち約9,630万円について県に連帯責任があるとした。栃木県石橋警察署（現・下野警察署）は被害者の両親から再三捜査を求められたにもかかわらず放置し、さらに警察の動きを犯人側に察知され、それが殺害の引き金になった。また「殺害のきっかけは被害者の母親の発言であり、また被害者が自ら捜索願を取り下げるように連絡した」と主張していたが、これらは全て虚偽であった。
- 2007年1月21日に発生した宇都宮市DV夫による妻刺殺事件において、今市警察署が妻から被害届が出ていたにもかかわらず、「土日は休みだから」「緊急性はない」という理由で捜査を倦怠していた。県警によると、被害届が出ていたのが18日であったが、19日・20日は土日で休み、捜査は21日の月曜から開始される予定だったそうである。しかし、妻は捜査が開始される21日に3歳の子供の目の前で刺殺された。
- 2008年8月16日に県内で記録的な豪雨が降った日、大雨で冠水した道路で車が水没し、乗っていた女性が死亡した事故で、通報を受けたにもかかわらず市内の消防が出動していなかったことが問題になった中で、さらに県警も通報を受けていながら、「別の現場と勘違い」し、出動していなかった。
- 2011年10月25日、足利警察署長の男性警視が部下の指導に問題があったとして県警は、25日付で警視を警務部付にしたと発表した[3]。
- 2019年4月7日 - 足利警察署地域課の男性巡査長（29歳）が飲酒運転の末事故を起こしながら、警察に申告しなかった。足利警察署は、男性巡査長を道路交通法違反（酒気帯び運転・事故不申告）の疑いで逮捕した。男性巡査長は容疑を認めている[4]。6月19日、宇都宮地方裁判所足利支部は、元男性巡査長（＝懲戒免職処分）に懲役6ヵ月、執行猶予3年（求刑懲役6カ月）の有罪判決を言い渡した[5]。
- 2019年9月19日 - 宇都宮市馬場通りのマンションで病死した住人男性＝当時（43歳）＝の遺体検視のために現場を訪れた宇都宮中央警察署刑事第一課の男性巡査部長（35歳）が室内にあった男性所有の300万円相当の海外製腕時計を盗んだとして、県警は9月19日、窃盗の疑いで男性巡査部長を逮捕した[6]。12月19日、宇都宮地方裁判所は、元男性巡査部長（＝懲戒免職処分）に懲役1年、執行猶予3年（求刑懲役1年）の有罪判決を言い渡した[7]。
- 2020年3月 - 刑事部捜査第一課の男性警部補（30代）が宇都宮東警察署に勤務していた2016年に事件捜査をきっかけに知り合った女性と交際を開始。2019年末に関係が破綻が、つきまとい行為を始めたため女性が県警に相談していた。県警は3月10日付で男性警部補をストーカー行為等の規制等に関する法律（ストーカー規制法）違反容疑で書類送検し、減給6ヵ月の懲戒処分とした。男性警部補は同日付で依願退職。男性警部補は既婚者だった[8]。

## 冤罪事件
ここでは栃木県警が管轄した事件で冤罪が確定した事件を掲載する。
- 2009年に、足利事件が冤罪だったことが判明した。男性は、取調べで髪の毛を引っ張られたり、足をけ飛ばされたりするなど暴行により自白を強要され、無実の罪で17年半服役した。当初は冤罪が判明した後も謝罪はなく、取り調べは正当であったと主張していたが、釈放から1週間を経過した後、本部長名で謝罪のコメントを読み上げた。

## その他

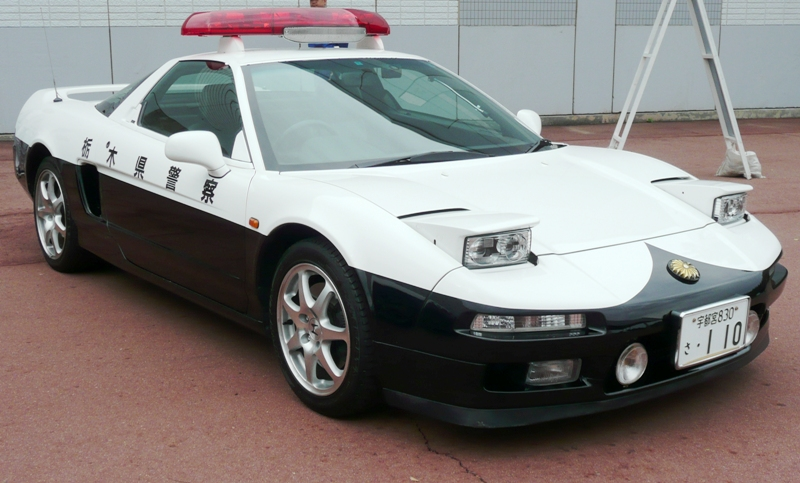
NSXのパトロールカー

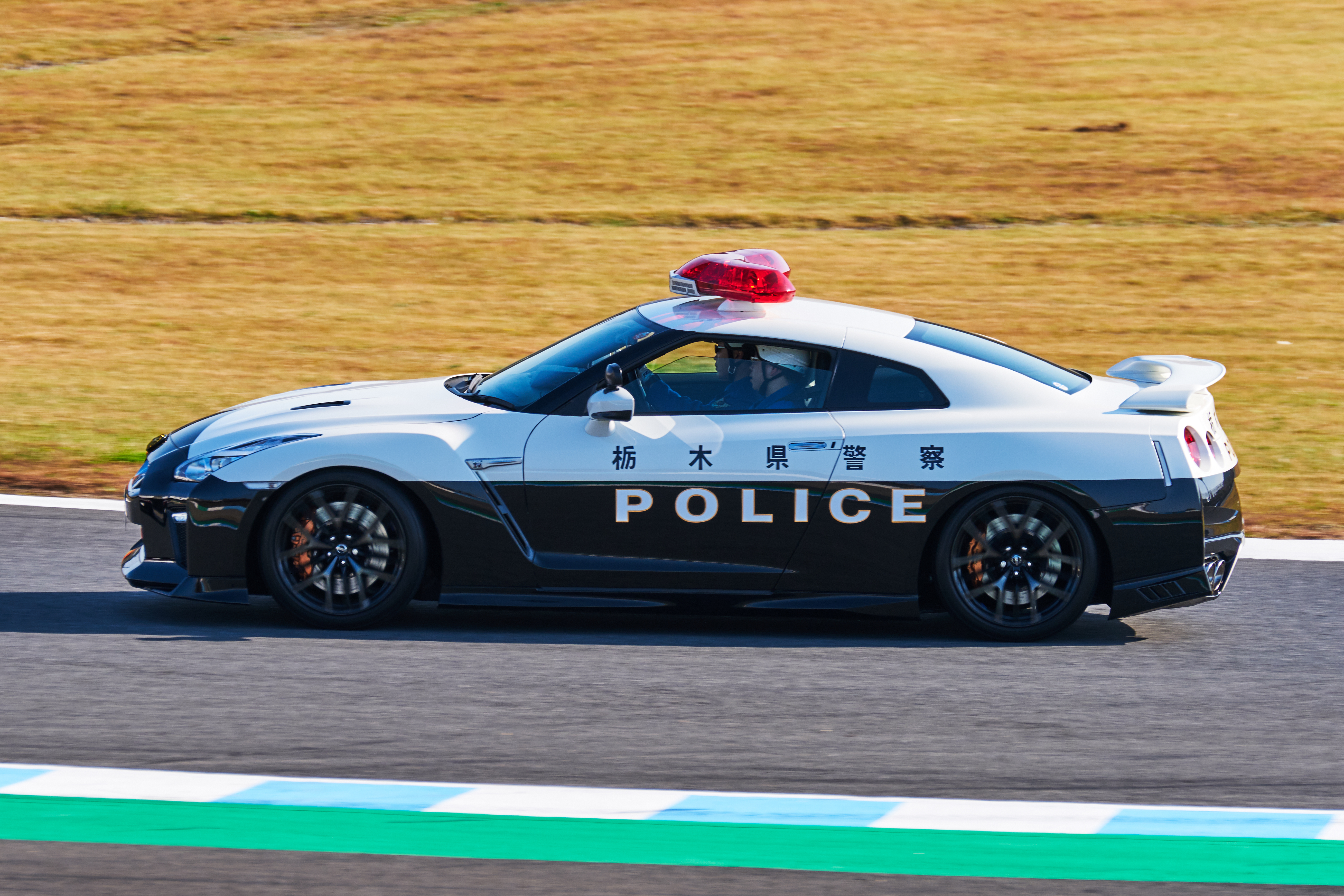
レースイベントで出場車両を先導するGT-R
2018年11月11日 SUPER GT 2018 第8戦
ツインリンクもてぎ

東北自動車道が開通した当時、高速取り締まり用パトロールカーとして、フォード・マスタング・マッハ1 (農協による寄贈といわれている) を導入した。そのクルマは、鹿沼市にある栃木県運転免許センターに展示されている。このパトカーについては漫画『こちら葛飾区亀有公園前派出所』の黎明期に交通課の冬本巡査が栃木県警の知り合いから借りてきたという設定で東京都内で運転して登場。なお、その話では最後で両津が運転して亀有公園前仮派出所（両津と中川が派出所を火災で焼失させ、派出所再建中のバラック建て）に突っ込んで仮派出所を全壊させている。1990年代には栃木県に研究所があるホンダからの寄贈でNSXを導入したこともある（ただし、初代はエンジントラブルの火災で廃車になり、現存車両は二代目のもの）。2007年には日産自動車から地元栃木工場で製造されたZ33型Version NISMOのパトカーが寄贈されている。栃木県内のイベント等に栃木県警察が参加する場合ZとNSXが一緒に展示公開される事が多く、県内外から見に来るファンが多い。他にも、2018年には会社役員の中村和男からGT-Rのパトカーが寄贈されている。中村は2020年にもレクサスのLC500のパトカーも寄贈している。
警察制度30周年を記念し制作された楽曲『俺はやる』がある。この楽曲は毎週火曜日朝に庁舎内で流される他、酒席でも歌われることがあるという。作詞：栃木県警察本部、補作詞：船村徹・荒川利夫、作曲：船村徹、歌唱は鳥羽一郎とムーディー松島である。県警の職員互助会である栃木県警友会ではこの曲の題名を冠したオリジナル焼酎を販売している。